# 紀伊富田站
紀伊富田站（日语：／ Kii-Tonda eki */?）是位於和歌山縣東牟婁郡白濱町榮，屬於西日本旅客鐵道（JR西日本）的紀勢本線（紀國線）車站。

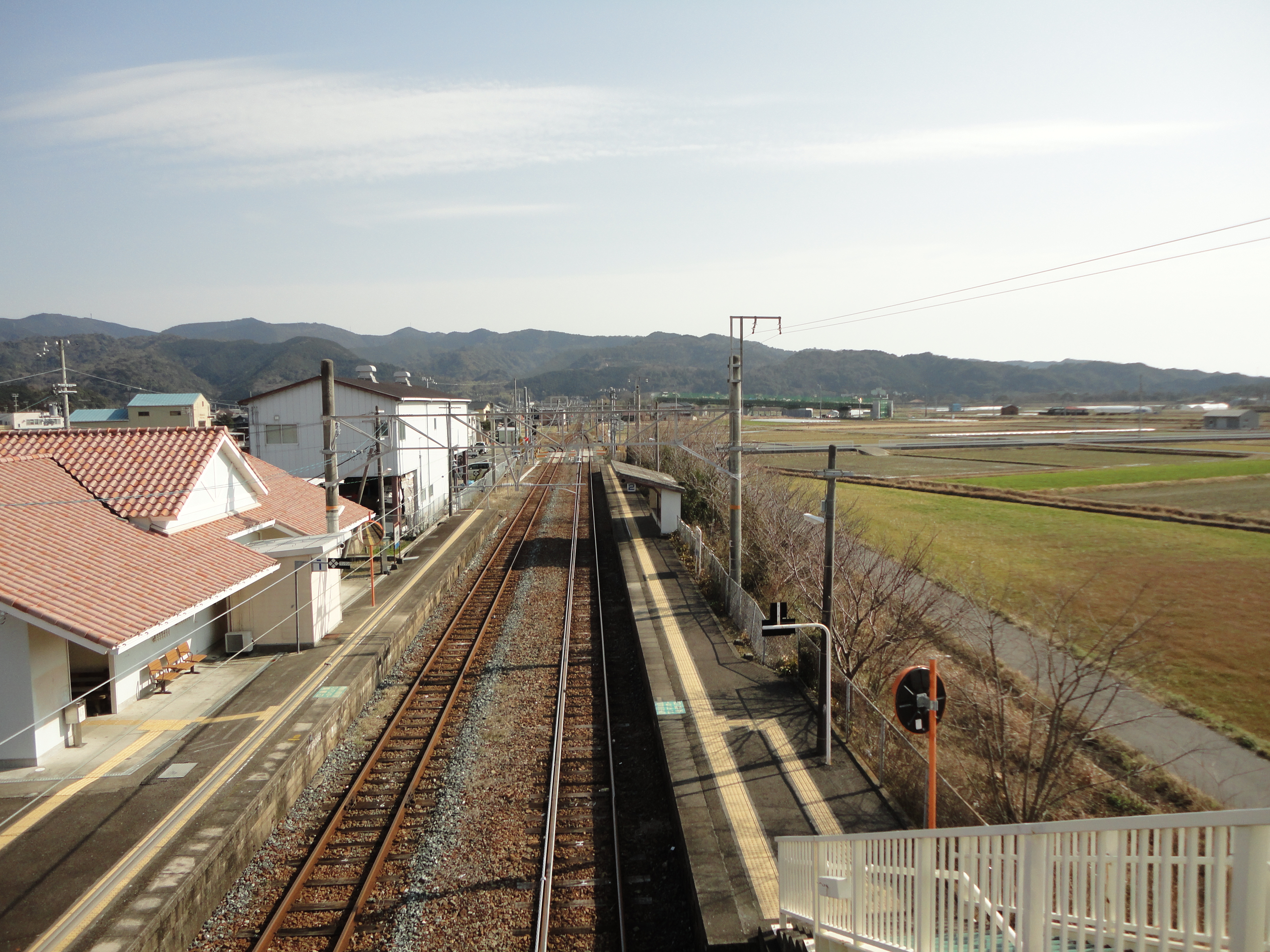
月台全景(2012年2月)

## 歷史
- 1933年12月20日：國鐵紀勢西線紀伊田邊站至此站開通，此站啟用[2][1]。
- 1935年3月29日：國鐵紀勢西線此站至椿站開通[1]。
- 1959年7月15日：三木里站至新鹿站之間開通，同時路線改名為紀勢本線[1]。
- 1985年3月14日：降為無人車站（在最鼎盛時期，設有10名車站職員）。
- 1987年4月1日：隨國鐵分割民營化，車站由西日本旅客鐵道（JR西日本）營運[1]。
- 2002年1月27日：現站房啟用。

## 車站構造
本站為地面車站，設有2面2線的相對式月台，可進行列車交會。此站的站房位於新宮方向月台（1號月台）側，月台之間設有跨線橋連接。在505房旁邊近椿方向原設有貨物月台，但月台的路軌已撤走。
本站的舊站房已經拆毀，與護理預防據點設施「紀伊富田Minori館」共設的新站房在2002年（平成14年）1月啟用。本站是由紀伊田邊站管理的無人車站，站內沒有設置自動售票機和自動閘機。車站旁設有廁所。
此站只有普通列車停站，在1978年10月1日（紀勢本線新宮電氣化前日）前，只有急行「紀國」，從椿出發往天王寺於早上9時時段出發的班次停此站。

### 月台
| 月台 | 路線   | 方向                 |
| ---- | ------ | -------------------- |
| 1    | 紀國線 | 周參見、新宮方向     |
| 2    | 紀國線 | 紀伊田邊、和歌山方向 |

- 以上的路線名是使用旅客資訊上的名稱（愛稱）。

## 使用狀況
以下列出近年1日平均乘車人次。
| 年度   | 一日平均 乘車人次 |
| ------ | ----------------- |
| 1998年 | 171               |
| 1999年 | 158               |
| 2000年 | 132               |
| 2001年 | 102               |
| 2002年 | 87                |
| 2003年 | 89                |
| 2004年 | 82                |
| 2005年 | 82                |
| 2006年 | 88                |
| 2007年 | 90                |
| 2008年 | 108               |
| 2009年 | 107               |
| 2010年 | 98                |
| 2011年 | 92                |
| 2012年 | 93                |
| 2013年 | 80                |
| 2014年 | 83                |
| 2015年 | 74                |
| 2016年 | 69                |
| 2017年 | 52                |

## 車站周邊
在車站前設有小規模「榮商店街」（名稱來位地名「白濱町榮」）。
- 富田川（日语：富田川 (和歌山県)）（自然紀念物「鱸鰻」的棲息地。車站內設有標本展示。）
- 白濱町立富田中學（日语：白浜町立富田中学校）
- 白濱町立南白濱小學
- JA紀南（日语：JA紀南）富田分所
- 富田郵局
- JA紀南A-Coop（日语：Aコープ）紀南Azemichi店
- Komeri（日语：コメリ） Hard & Green 白濱店

## 相鄰車站
西日本旅客鐵道
 紀國線（紀勢本線）
椿－紀伊富田－白濱

## 注腳
1. 1 2 3 4 5  曾根悟（監修）. 朝日新聞出版分冊百科編集部（編集） , 编. . 朝日百科週刊. 25號 紀勢本線、參宮線、名松線. 朝日新聞出版. 2010-01-10: 19–21.
2. ↑  日本《官報》第2085號「鐵道省告示第575號」，1933年12月12日：第286-287頁。
3. ↑  町勢要覧資料編 2013PDF p.37 - 白濱町（2013年8月發行，同年10月19日參閲）。
4. ↑  『和歌山縣統計年鑑』及『和歌山縣公共交通機關等資料集』

## 外部連結
- 紀伊富田｜車站資訊：JR出門網 - 西日本旅客鐵道